# Piscine Molitor
Die Piscine Molitor (auch Grands établissements balnéaires d'Auteuil) ist ein unter Denkmalschutz stehendes Schwimmbad im Pariser Stadtviertel Auteuil. Es ist nach der nahe gelegenen Porte Molitor benannt.

## Geschichte
Das Bad im späten Art-Déco-Stil wurde vom Architekten Lucien Pollet entworfen und 1929 von Johnny Weissmüller eröffnet. Am Sommerbecken wurde am 5. Juli 1946 der erste Bikini der Modewelt vorgeführt (entworfen von Louis Réard, präsentiert von Micheline Bernardini), nachdem bereits im Jahr 1934 im Bad die ersten Modefotos von Models im Badeanzug entstanden waren.
Das ursprüngliche Schwimmbad umfasste ein im Freien gelegenes Sommerbecken mit 50-m-Bahnen (wurde im Winter auch zum Schlittschuhlaufen genutzt) und ein 33 m langes Winterbecken im Gebäude. Beide Becken sind von dreigeschossigen Umgängen umgeben, die mit den zahlreichen Umkleidekabinen in den beiden oberen Geschossen das Bild des Bades prägten. Das Winterbecken wurde von einem Glasdach abgeschlossen. Im Schwimmbadgebäude befanden sich zahlreiche Buntglasfenster aus dem Atelier von Louis Barillet.

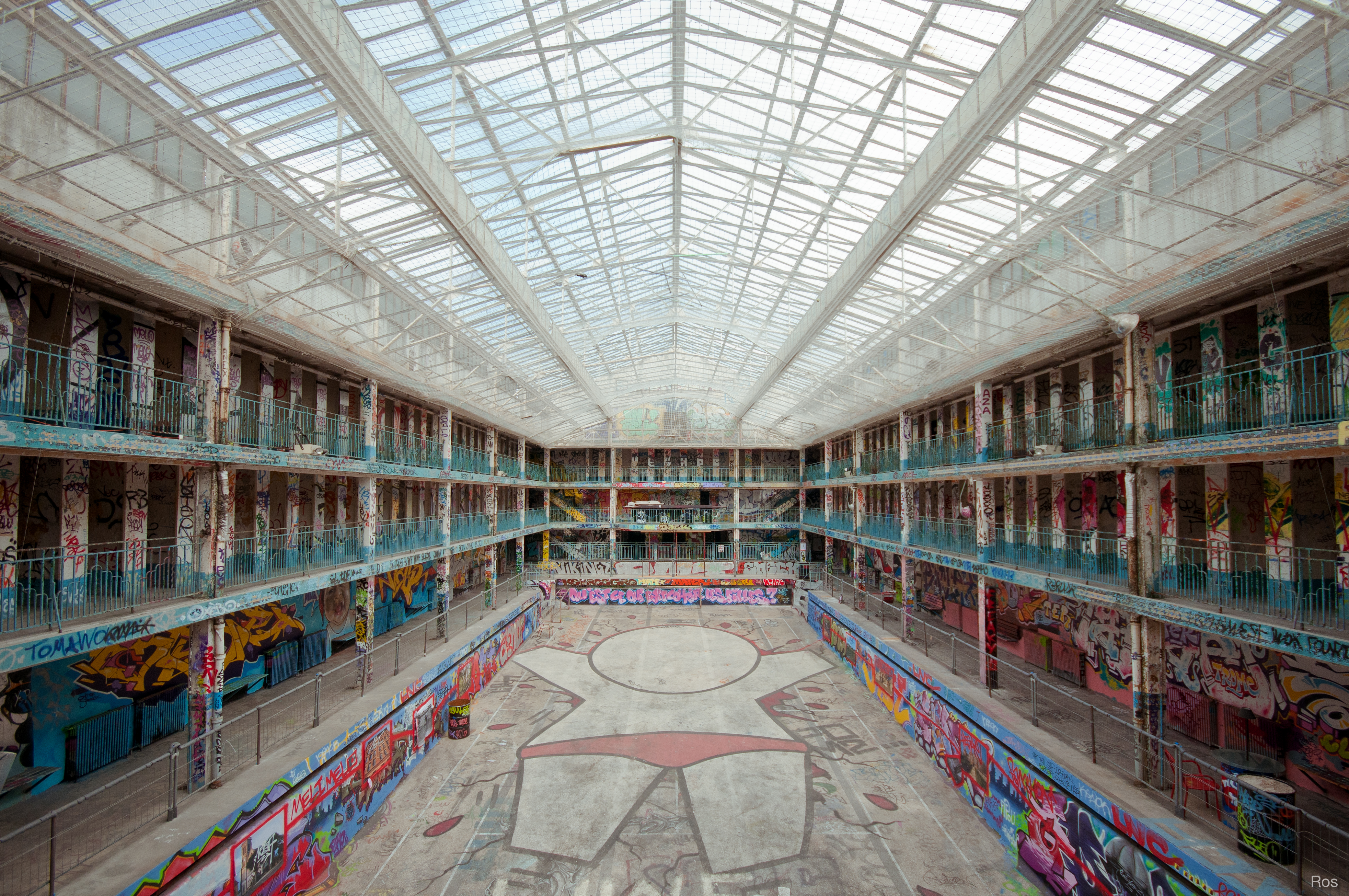
Das Winterbecken der Piscine Molitor im Jahr 2011

Seit der Schließung im Jahre 1989 bemühte sich eine Bürgerinitiative um die Wiedereröffnung. Während dieser Zeit entwickelte sich das leerstehende und immer mehr herunterkommende Gebäude zum beliebten Streetart-Objekt.

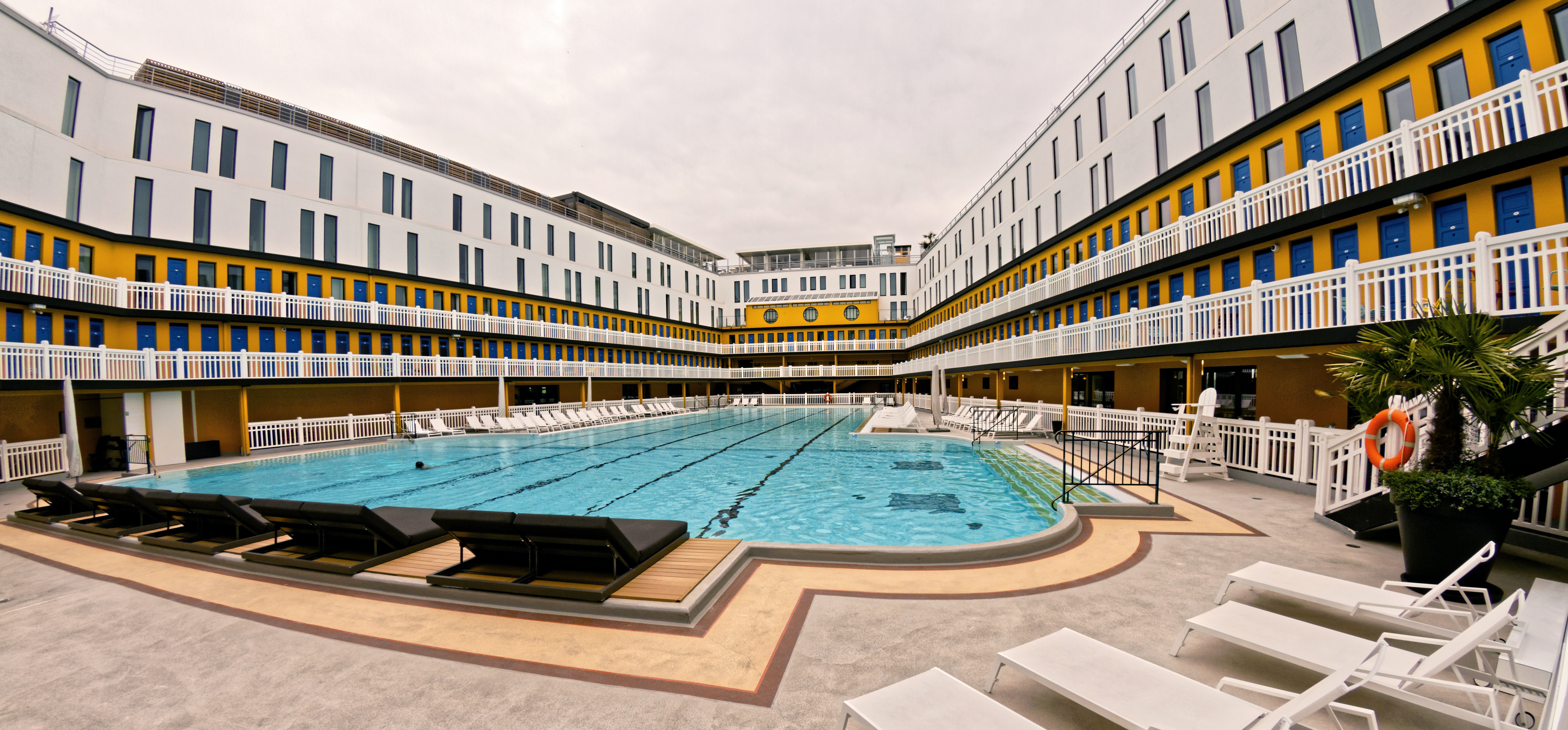
Das Sommerbecken der Piscine Molitor im Jahr 2015

Am 19. Mai 2014 wurde das Bad nach einer Umbauzeit von zweieinhalb Jahren und Baukosten von 80 Mio. Euro als Luxuskomplex mit Hotel (124 Zimmer), Spa und einem Restaurant wiedereröffnet, wobei auf eine Glasdachkonstruktion für das frühere Winterbecken verzichtet wurde. Das Hotel wird von der zur Accor-Gruppe gehörenden Hotelkette MGallery betrieben, das Spa vom Kosmetikunternehmen Clarins. Nur Clubmitgliedern und Hotelgästen ist das Baden erlaubt, während Schulen drei halbe Tage pro Woche das Bad für Schwimmunterricht nutzen dürfen.

## Sonstiges
Im 2001 erschienenen Roman Schiffbruch mit Tiger von Yann Martel wurde die Hauptfigur Pi nach dem Schwimmbad benannt.